# 십이수면
12수면(十二隨眠)은 12가지 근본번뇌를 말한다.
《중사분아비담론》 제3권과 《품류족론》 제3권에 따르면, 그 명칭은 다음과 같다.
1. 욕탐수면(欲貪隨眠)
2. 진에수면(瞋恚隨眠)
3. 색탐수면(色貪隨眠)
4. 무색탐수면(無色貪隨眠)
5. 만수면(慢隨眠)
6. 무명수면(無明隨眠)
7. 유신견수면(有身見隨眠)
8. 변집견수면(邊執見隨眠)
9. 사견수면(邪見隨眠)
10. 견취수면(見取隨眠)
11. 계금취수면(戒禁取隨眠)
12. 의수면(疑隨眠)

12수면은 탐(貪)ㆍ진(瞋)ㆍ만(慢)ㆍ무명(無明)ㆍ견(見)ㆍ의(疑)의 6근본번뇌 중에서 탐(貪)을 3계로 나누어 욕탐(欲貪)ㆍ색탐(色貪)ㆍ무색탐(無色貪)으로 세분하고, 견(見)을 나누어 유신견(有身見)ㆍ변집견(邊執見)ㆍ사견(邪見)ㆍ견취(見取)ㆍ계금취(戒禁取見)의 다섯으로 세분하여 이루어진다.

## 같이 보기
- 3도: 견도 · 수도 · 무학도
  - 견도: 16심 · 고법지인
  - 무학도: 34심
  - 성문 수행계위: 4향4과
  - 보살 수행계위: 52위
- 현관: 4제현관 · 6현관
- 유루 · 무루
- 번뇌 · 잡염
  - 근본번뇌 · 수면
    - 3근본번뇌 · 3박 · 6수면 · 7수면 · 10수면 · 12수면
    - 설일체유부의 98근본번뇌
      - 견혹: 설일체유부의 88근본번뇌
      - 수혹: 설일체유부의 10근본번뇌

    - 대승불교 일반의 5주지번뇌와 번뇌장 · 소지장
    - 유식유가행파의 번뇌장 · 소지장
      - 유식유가행파의 128근본번뇌
        - 견혹: 유식유가행파의 112근본번뇌
        - 수혹: 유식유가행파의 16근본번뇌

  - 수번뇌
    - 8전 · 10전 · 6번뇌구

  - 5하분결 · 5상분결
- 유부무기와 불선
  - 유부무기
    - 욕계의 번뇌의 일부 · 색계의 번뇌 · 무색계의 번뇌
    - 4근본번뇌 (말나식의 4번뇌: 아치 · 아견 · 아만 · 아애)

  - 불선 · 악
    - 욕계의 번뇌의 대다수
    - 불선근
    - 5악 · 10악
- 108번뇌
- 9결
- 5개

## 참고 문헌
- 곽철환 (2003). 《시공 불교사전》. 시공사 / 네이버 지식백과. |title=에 외부 링크가 있음 (도움말)
- 미륵 지음, 현장 한역, 강명희 번역 (K.614, T.1579). 《유가사지론》. 한글대장경 검색시스템 - 전자불전연구소 / 동국역경원. K.570(15-465), T.1579(30-279). |title=에 외부 링크가 있음 (도움말)
- 세친 지음, 현장 한역, 권오민 번역 (K.955, T.1558). 《아비달마구사론》. 한글대장경 검색시스템 - 전자불전연구소 / 동국역경원. K.955(27-453), T.1558(29-1). |title=에 외부 링크가 있음 (도움말)
- 호법 등 지음, 현장 한역, 김묘주 번역 (K.614, T.1585). 《성유식론》. 한글대장경 검색시스템 - 전자불전연구소 / 동국역경원. K.614(17-510), T.1585(31-1). |title=에 외부 링크가 있음 (도움말)
- 세친 지음, 현장 한역, 송성수 번역 (K.618, T.1612). 《대승오온론》. 한글대장경 검색시스템 - 전자불전연구소 / 동국역경원. K.618(17-637), T.1612(31-848). |title=에 외부 링크가 있음 (도움말)
- 운허.  동국역경원 편집, 편집. 《불교 사전》. |title=에 외부 링크가 있음 (도움말)
- (영어) DDB. 《Digital Dictionary of Buddhism (電子佛教辭典)》. Edited by A. Charles Muller. |title=에 외부 링크가 있음 (도움말)
- (중국어) 미륵 조, 현장 한역 (T.1579). 《유가사지론(瑜伽師地論)》. 대정신수대장경. T30, No. 1579. CBETA. |title=에 외부 링크가 있음 (도움말)
- (중국어) 佛門網. 《佛學辭典(불학사전)》. |title=에 외부 링크가 있음 (도움말)
- (중국어) 星雲. 《佛光大辭典(불광대사전)》 3판. |title=에 외부 링크가 있음 (도움말)
- (중국어) 세친 조, 현장 한역 (T.1612). 《대승오온론(大乘五蘊論)》. 대정신수대장경. T31, No. 1612, CBETA. |title=에 외부 링크가 있음 (도움말)
- (중국어) 세친 조, 현장 한역 (T.1558). 《아비달마구사론(阿毘達磨俱舍論)》. 대정신수대장경. T29, No. 1558, CBETA. |title=에 외부 링크가 있음 (도움말)
- (중국어) 호법 등 지음, 현장 한역 (T.1585). 《성유식론(成唯識論)》. 대정신수대장경. T31, No. 1585, CBETA. |title=에 외부 링크가 있음 (도움말)